# Sergei Michailowitsch Slonimski

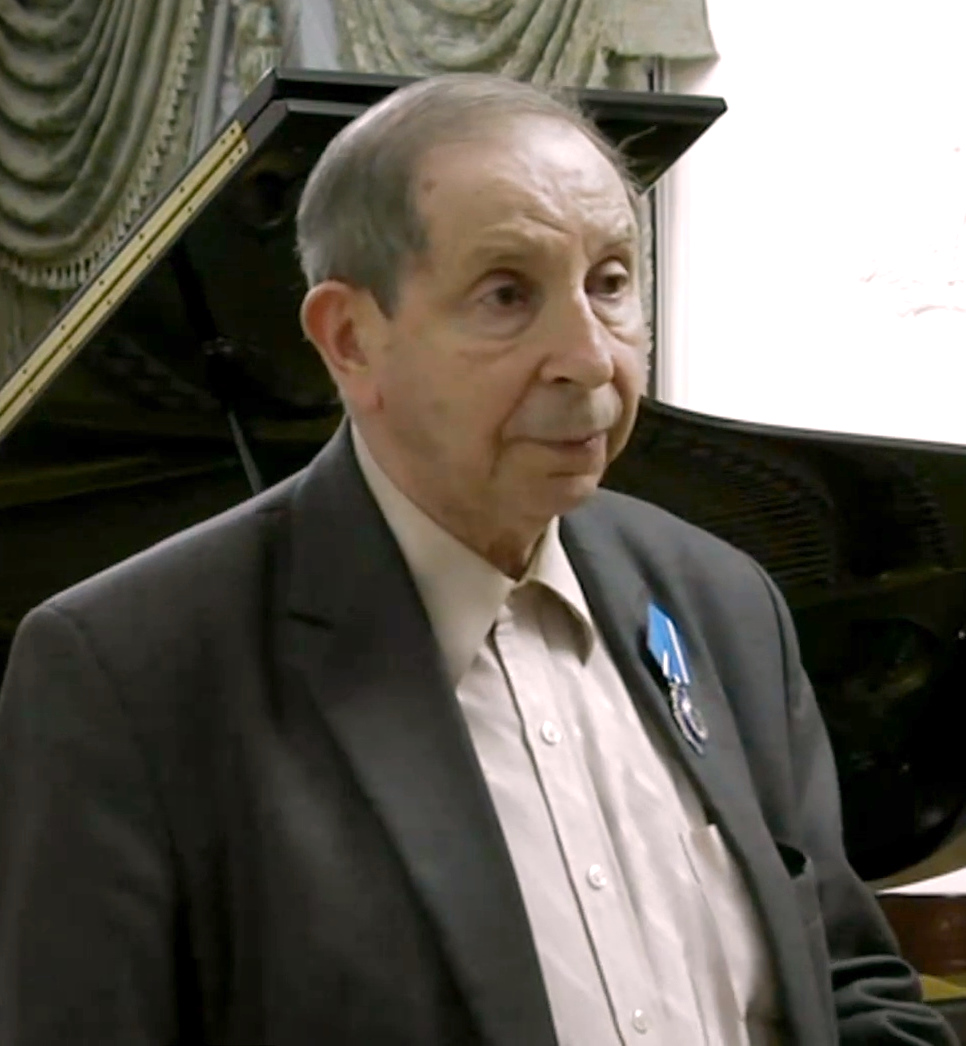
Sergei Michailowitsch Slonimski, 2017

Sergei Michailowitsch Slonimski (russisch Сергей Михайлович Слонимский; * 12. August 1932 in Leningrad; † 9. Februar 2020 in Sankt Petersburg) war ein russischer Komponist, Pianist und Musikwissenschaftler.

## Leben
Slonimski war Sohn des russischen Schriftstellers Michail Slonimski und ein Neffe des russisch-amerikanischen Komponisten Nicolas Slonimsky. Er nahm an der Moskauer Musikfachschule von 1943 bis 1950 Unterricht in den Fächern Klavier und Komposition bei Wissarion Schebalin und Boris Arapow. Danach studierte er bis 1955 am Leningrader Konservatorium Komposition bei Orest Jewlachow und absolvierte eine Aspirantur bei Tigran Ter-Martirosjan. Ab 1959 lehrte er selbst dort, ab 1967 als Dozent und ab 1976 als Professor.
In seinen über 100 Stücken, darunter acht Opern, 34 Sinfonien und anderen Werken, bewegte sich Slonimski von Zwölftonmusik bis hin zu einem volkstümlichen Stil, wobei auch Stilelemente von Jazz und Neo-Romantik in seinem kompositorischen Schaffen anzutreffen sind.
Für die EXPO 2000 in Hannover inszenierte Arila Siegert seine Kammeroper Der Meister und Margarita (nach dem gleichnamigen Roman von Michail Bulgakow).

## Filmografie
- 1966: Republik der Strolche (Республика ШКИД)